# Kraijenhoffstraat (Amsterdam)
De (Eerste) Kraijenhoffstraat is een straat op de Oostelijke Eilanden in Amsterdam-Centrum. De straat grenst aan het Funenpark en ligt in de Czaar Peterbuurt.
De straat loopt van de Tweede Coehoornstraat, kruist de Cruquiusstraat en eindigt op een blok dat als adres zowel gekoppeld is aan zowel de Eerste Leeghwaterstraat als de Tweede Leeghwaterstraat. Het was de bedoeling na die kruising verder te gaan met de Tweede Kraijenhoffstraat, de straatnaam werd aangevraagd, maar later weer ingetrokken.
De bebouwing van de Kraijenhoffstraat bestond voornamelijk uit revolutiebouw uit de 19e eeuw. De gebouwen waren eind 20e eeuw in een zodanige staat van verval dat hier op grote schaal kaalslag plaatsvond. Slechts enkele blokjes herinneren nog aan de wildgroei van arbeiderswoninkjes. Er kwam nieuwbouw. De straat lag jarenlang langs een spoorwegemplacement.
Een schijnbare tegenstelling lijkt te liggen in een aantal gemeentelijke monumenten:
- het oude fabrieksgebouw De Engel met het beeld De Engel staat met haar zijgevel naar de straat toe
- de gerenoveerde huizenblokken Kraijenhoffstraat 1-95 en Kraijenhoffstraat 155-233 (de Ava-blokken E en G) neergezet door de Amsterdamsche Vereeniging tot het bouwen van Arbeiderswoningen volgens het ontwerp van architect Bastiaan de Greef (bijna rug-aan-rug, dat wil zeggen met een nauwe groenstrook ertussen),  met gelijkenis met woningen uit de Marnixstraat
- Kraijenhoffstraat 32-34
- Eerste Leeghwaterstraat 9-11/Tweede Leeghwaterstraat 20-24 (voormalig schoolgebouw).

De straat is vernoemd naar Cornelis Rudolphus Theodorus Krayenhoff, waterbouwkundige en Minister van Oorlog. 

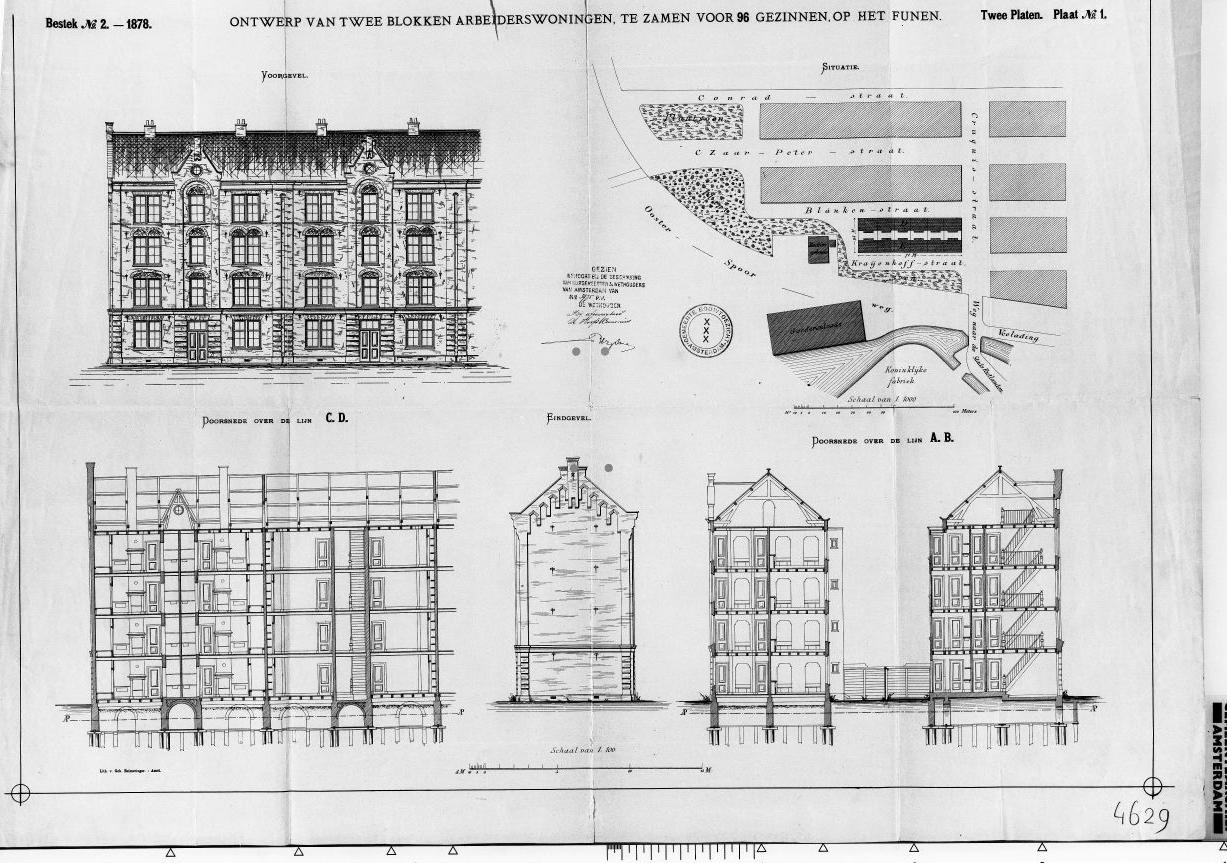
Ontwerp van blok nrs. 1-11 (in 21e eeuw nrs. 1-95)